# Virginijus Šikšnys
Virginijus Šikšnys (ur. 26 stycznia 1956 w Szawlach) – litewski biochemik. Profesor Uniwersytetu Wileńskiego.

## Życiorys
W 1978 roku ukończył studia na Uniwersytecie Wileńskim, następnie odbył studia podyplomowe na Uniwersytecie Moskiewskim i staż w Instytucie Biochemii Maxa Plancka. Wykłada na Uniwersytecie Wileńskim i jest członkiem Litewskiej Akademii Nauk.
W swoich badaniach zajmował się enzymami restrykcyjnymi i systemem CRISPR. Jest współodkrywcą metody CRISPR/Cas. Šikšnys wraz ze swoim zespołem złożył do publikacji artykuł dotyczący zasad działania tego mechanizmu w kwietniu 2012 roku, jednak artykuł został odrzucony. W maju tego samego roku poprawioną wersję artykułu złożył do czasopisma PNAS, jednak została ona opublikowana dopiero we wrześniu 2012 roku. W czerwcu 2012 w Science opublikowano złożony w tym samym miesiącu przez Jennifer Doudnę i Emmanuelle Charpentier artykuł dotyczący mechanizmu CRISPR/Cas - Doudna i Charpentier są uznawane za odkrywczynie tego mechanizmu i to im przyznano Nagrodę Nobla za to odkrycie.
Profesor Šikšnys otrzymał w 2018 roku Nagrodę Kavliego (wspólnie z Jenifer Doudną i Emmanuel Charpentier) i Nagrodę Fundacji Warrena Alperta w 2016 roku.